# هانا مانگان لاورنس
هانا مانگان لاورنس (انگلیسی: Hanna Mangan-Lawrence؛ زادهٔ ۵ مارس ۱۹۹۱) یک هنرپیشه اهل استرالیا است. وی از سال ۲۰۰۶ میلادی تاکنون مشغول فعالیت بوده‌است. 
از فیلم‌ها یا برنامه‌های تلویزیونی که وی در آن نقش داشته است می‌توان به اسپارتاکوس: انتقام، اسپارتاکوس اشاره کرد.